# Farland
Farland er en tysk dramafilm fra 2004 instrueret af Michael Klier. I filmen medvirker blandt andre den kendte tyske skuespiller Daniel Brühl og Thure Lindhardt.

## Medvirkende
- Laura Tonke – Karla
- Richy Müller – Axel
- Daniel Brühl – Frank
- Karina Fallenstein – Birgit
- Dagmar Sitte – Krankenschwester
- Annika Blendl – Krankenschwester
- Thure Lindhardt – Julian
- Andreas Schmidt: Hans